# Steveville
Steveville és un poble fantasma situat al sud d'Alberta, Canadà. El poble està situat prop de Brooks, tenia una botiga de queviures l'any 1910.